# Brenzikofen
Brenzikofen – gmina (niem. Einwohnergemeinde) w Szwajcarii, w kantonie Berno, w regionie administracyjnym Bern-Mittelland, w okręgu Bern-Mittelland.
Gmina została po raz pierwszy wspomniana w dokumentach w 1236 roku jako Brenzichovin.

## Demografia
W Brenzikofen mieszka 481 osób. W 2020 roku 2,5% populacji gminy stanowiły osoby urodzone poza Szwajcarią.
W 2000 roku 99,0% (480 osób) populacji mówiło w języku niemieckim, a pozostałe 3 osoby w języku duńskim i języku angielskim.

Zmiany w liczbie ludności na przestrzeni lat przedstawia poniższy wykres:

## Współpraca
Miejscowość partnerska:
- Vyskytná, Czechy